# لي جونغ (مذيع)
لي جونغ (بالصينية: 李咏) هو مذيع صيني، ولد في 3 مايو 1968 في أورومتشي في الصين، وتوفي في 25 أكتوبر 2018 في نيويورك في الولايات المتحدة بسبب سرطان.

## روابط خارجية
- لي جونغ على موقع IMDb (الإنجليزية)
- لي جونغ على موقع قاعدة بيانات الفيلم (الإنجليزية)